# Вовченко Сергій Миколайович
Сергі́й Микола́йович Во́вченко (нар. 29 листопада 1959, село Володимирівка Таращанського району Київської області) — український діяч, підприємець, 1-й секретар Київського обласного комітету ЛКСМУ, 1-й секретар ЦК ЛКСМУ в 1990—1991 роках. Член ЦК КПУ в грудні 1990 — серпні 1991 р.

## Біографія
Народився у родині комбайнера.
Член КПРС з 1981 року.
У 1982 році закінчив із відзнакою автомобільний факультет Запорізького машинобудівного інституту, за спеціальністю інженер-механік.
У січні 1983 — вересні 1986 року — старший майстер, начальник дільниці, секретар комітету комсомолу (ЛКСМУ), заступник секретаря партійного комітету Білоцерківського заводу сільськогосподарського машинобудування Київської області; 2-й секретар Київського обласного комітету ЛКСМУ.
У вересні 1986 — вересні 1989 — 1-й секретар Київського обласного комітету ЛКСМУ. Учасник ліквідації наслідків аварії на Чорнобильській АЕС. У 1987—1990 роках — слухач заочного відділення Вищої партійної школи при ЦК КПУ.
У вересні 1989 — вересні 1990 — секретар ЦК ЛКСМУ.
У вересні 1990 — 1991 — 1-й секретар ЦК ЛКСМУ.
У 1991—1993 роках — на керівній роботі в компанії «Торговий Дім».
У 1993—2007 роках — на керівних посадах у банківській системі України: акціонерний банк «Брокбізнесбанк», Банк Ділової Співпраці, Акціонерний поштово-пенсійний банк «Аваль», акціонерний банк «Престиж».
У 1996 році закінчив Українсько-фінський інститут економіки і менеджменту, де заочно навчався у 1993—1996 роках. Отримав диплом економіста-менеджера.
З жовтня 2005 року — директор із інвестицій Закритого акціонерного товариства (ЗАТ) «Престиж груп». 
У 2008 році призначений головою Наглядової ради ЗАТ «Молочний Альянс», а у березні 2009 року — генеральним директором, головою Ради директорів цього об'єднання.
Одружений, має сина та дочку.

## Нагороди
- орден «За заслуги» ІІІ ст. (17.05.2006)
- медаль «За трудову доблесть» (1981)